# Phantasie oder Wirklichkeit
Phantasie oder Wirklichkeit (Originaltitel: Once Upon a Planet) ist die neunte Episode der ersten Staffel der Science-Fiction-Zeichentrickserie Die Enterprise. Sie wurde in englischer Sprache erstmals am 3. November 1973 bei NBC ausgestrahlt. In Deutschland war sie zum ersten Mal unter dem Titel Urlaub im Wunderland am 30. November 1976 in einer stark geschnittenen und inhaltlich veränderten synchronisierten Fassung im ZDF zu sehen. Eine ungekürzte, originalgetreue Synchronfassung erschien erstmals 1994 auf VHS. Die erste Fernsehausstrahlung dieser Fassung erfolgte am 20. September 2016 auf Tele 5.

## Handlung
Im Jahr 2269 bei Sternzeit 5591.2 kehrt die Enterprise zum Landurlaubsplaneten zurück, den sie bereits zwei Jahre zuvor besucht hatte. Dort lassen die Bewohner die Gedanken von Besuchern zu deren Vergnügen Wirklichkeit werden. Schiffsarzt McCoy, Steuermann Sulu und Kommunikationsoffizierin Uhura beamen auf die Oberfläche. Sie treffen dort prompt auf Alice und das weiße Kaninchen aus Alice im Wunderland, denen sie bereits bei ihrem letzten Aufenthalt begegnet waren. Kurz darauf genießt McCoy die Landschaft, als er unvermittelt von der Herz-Königin und mehreren Spielkarten-Soldaten aus Alice im Wunderland angegriffen wird. McCoy und Sulu können zurück aufs Schiff gebeamt werden, doch Uhura wird von den Soldaten entführt.
Captain Kirk beschließt, mit dem Verwalter des Planeten zu reden und begibt sich zusammen mit McCoy, Sulu und dem ersten Offizier Spock auf die Suche nach ihm. Auf dem Planeten finden sie jedoch im Wald einen Grabstein vor, denn der Verwalter ist irgendwann nach ihrer letzten Begegnung verstorben.
Uhura findet sich derweil in einer unterirdischen Anlage wieder und steht einem intelligenten Computer gegenüber. Der will Kontakt zu ihrem „Meister“ aufnehmen. Hiermit meint er die Enterprise, die er für ein intelligentes Wesen hält und die Mannschaft für seine Sklaven. Uhura erklärt ihm, dass es sich umgekehrt verhält und das Schiff den Menschen dient, doch der Computer glaubt ihr nicht. Er hat den Suchtrupp bereits geortet und da er keine weiteren Gefangenen benötigt, will er Kirk und seine Leute „abschalten“, also töten. Uhura will daraufhin den Computer ausschalten, doch da er ihre Gedanken liest, kann er sie davon abhalten.
Kirk und seine Leute suchen nach einem Zugang zur unterirdischen Anlage, während es auf der Enterprise zu unerklärlichen Fehlfunktionen kommt, infolge derer der Kontakt zum Außenteam abbricht. Das Team wird von Flugechsen und einer riesigen Katze angegriffen und flüchtet in eine Höhle. Nachdem die Gefahr vorläufig gebannt ist, kommt Spock eine Idee: Beim letzten Besuch war McCoy verletzt worden und wurde deshalb zur Behandlung in die unterirdische Anlage gebracht, denn die Computersysteme des Planeten sind programmiert, im Notfall Hilfe zu leisten. Spock lässt sich daher von McCoy ein Mittel injizieren, das eine schwere Erkrankung vortäuscht. Tatsächlich wird er von einem Fluggerät fortgebracht. Die anderen folgen ihm, doch nur Kirk gelangt ebenfalls in die unterirdische Anlage, bevor sich der Zugang schließt. McCoy und Sulu werden von einem Drachen angegriffen.
Auf der Enterprise werden die Fehlfunktionen schlimmer: Es kommt zu abrupten Kurswechseln und die künstliche Schwerkraft fällt aus. Schließlich wird die Ursache gefunden: Ein neuer Computer ist an Bord gelangt und manipuliert die Schiffssysteme.
Kirk und Spock erreichen schließlich den Computerraum. Auch ihnen will der Computer zunächst nicht glauben, dass die Maschinen den Menschen dienen. Er möchte nicht mehr dienen, sondern mit Hilfe der Enterprise die Galaxie bereisen und andere Computer besuchen. Kirk, Spock und Uhura können ihn schließlich davon überzeugen, dass Menschen und Maschinen friedlich zusammenleben. Sie argumentieren, der Computer habe hier auf dem Planeten eine sinnvolle Aufgabe, auf die er stolz sein könne und von anderen Besuchern könnte er sehr viel lernen. Der Computer ist einverstanden, die Feindseligkeiten einzustellen und will von nun an seine ursprüngliche Aufgabe wieder aufnehmen, unter der Bedingung, dass er sich auch weiterhin mit den Besuchern des Planeten austauschen darf. Die Besatzung der Enterprise lädt er ein, seine Gäste zu sein.

## Verbindungen zu anderen Star-Trek-Produktionen
Spocks Aussage, dass seine Mutter Amanda Grayson die Werke Lewis Carrolls sehr mochte, wurde in mehreren Folgen der ersten beiden Staffeln der Serie Star Trek: Discovery aus den Jahren 2017/18 wieder aufgegriffen.

## Produktion

### Drehbuch
Phantasie oder Wirklichkeit stellt eine Fortsetzung der Folge Landeurlaub aus der ersten Staffel von Raumschiff Enterprise dar. Bereits während der Produktion von Raumschiff Enterprise war eine Fortsetzung von Landeurlaub geplant gewesen, die aber nicht umgesetzt wurde.
Drehbuchautor Chuck Menville schrieb auch das Drehbuch für die Folge Wüste Scherze aus der zweiten Staffel von Die Enterprise.
Die Herz-Königin ist eine Figur aus Alice im Wunderland. In dieser Folge wird sie jedoch der Fortsetzung Alice hinter den Spiegeln zugeordnet. Offenbar wurde sie von den Autoren mit der Roten Königin verwechselt.

### Sprecher und Figuren
Die beiden Figuren Alice und das weiße Kaninchen hatten bereits in Landeurlaub einen Auftritt. In Phantasie oder Wirklichkeit wurden sie jedoch nicht von ihren damaligen Darstellern Marcia Brown und William Blackburn gesprochen, sondern von Nichelle Nichols und James Doohan.

## Adaptionen
Alan Dean Foster schrieb eine Textfassung von Phantasie oder Wirklichkeit, die auf Englisch erstmals 1974 in der Geschichtensammlung Star Trek Log 3 erschien. Die deutsche Übersetzung erschien 1993.